# Genoa Open Challenger 2010
Il Genoa Open Challenger 2010 è un torneo professionistico di tennis maschile giocato sulla terra rossa, che faceva parte dell'ATP Challenger Tour 2010. Si è giocato a Genova in Italia dal 7 al 12 settembre 2010.

## Partecipanti

### Teste di serie
| Nazionalità | Giocatore          | Ranking* | Testa di serie |
| ----------- | ------------------ | -------- | -------------- |
| Italia      | Potito Starace     | 55       | 1              |
| Italia      | Andreas Seppi      | 56       | 2              |
| Italia      | Fabio Fognini      | 86       | 3              |
| Russia      | Tejmuraz Gabašvili | 93       | 4              |
| Italia      | Filippo Volandri   | 99       | 5              |
| Spagna      | Pablo Andújar      | 107      | 6              |
| Cile        | Nicolás Massú      | 116      | 7              |
| Italia      | Simone Bolelli     | 120      | 8              |

- Ranking al 30 agosto 2010.

### Altri partecipanti
Giocatori che hanno ricevuto una wild card:
- Daniele Bracciali
- Marco Cecchinato
- Alessandro Giannessi
- Walter Trusendi

Giocatori che hanno ricevuto una alternate:
- Johannes Ager
- Gianluca Naso
- Dawid Olejniczak

Giocatori passati dalle qualificazioni:
- Guillermo Durán
- Patricio Heras
- Francesco Piccari
- Cristian Rodríguez

## Campioni

### Singolare
Fabio Fognini ha battuto in finale  Potito Starace con il punteggio di 6–4, 6–1.

### Doppio
Andre Begemann /  Martin Emmrich hanno battuto in finale  Brian Battistone /  Andreas Siljeström con il punteggio di 1–6, 7–6(3), [10–7].